# Symfonie nr. 1 (B. Tsjajkovski)
Boris Tsjajkovski componeerde zijn eerste symfonie in 1947.
Deze eerste symfonie is geschreven terwijl hij les had van Dmitri Sjostakovitsj of diens leerling Vissarion Sjebalin. In ieder geval is duidelijk te horen dat Sjostakovitsj destijds (nog) een grote indruk op de jonge Tsjajkovski had. De symfonie is geschreven rond de tijd dat de componist moest afstuderen. Sjostakovitsj was meteen zo onder de indruk dat hij de partituur aan Jevgeni Mravinski zond, om te proberen het werk uitgevoerd te krijgen door een beroepsorkest. Mravinski was ook meteen enthousiast. Sjostakovitsj en zijn composities werden vlak daarna in de ban gedaan. Leerlingen van hem en hun werken werden als besmet verklaard; vandaar dat de publieke première pas plaatsvond op 7 februari 1962; het Philharmonisch Orkest van Moskou onder leiding van Kirill Kondrasjin. De eerste opname van de symfonie vond pas onlangs plaats in 2006.

## Delen
De compositie van 32 minuten bestaat uit de traditionele vierdelige structuur:
1. Moderato;
2. Allegro marcato;
3. Largo;
4. Allegretto.

De delen (1) en (2) kunnen zo weggerukt zijn uit een symfonie van Sjostakovitsj, alhoewel ze minder vermoeid en ironisch klinken dan de muziek van Sjostakovitsj. Er zat natuurlijk wel 20 jaar leeftijdsverschil tussen beide heren. Delen (3) en (4) laten al meer het eigen gezicht van de componist zien, alhoewel de invloed van de meester nog hoorbaar is.

## Trivia
Net zoals de eerste symfonie van Sjostakovitsj was ook B. Tsjajkovski's eerste symfonie een afstudeerproject. In beide gevallen zijn invloeden van docenten hoorbaar, maar toch is al een eigen stijl merkbaar.

## Bron
- Uitgave Naxos